# 2061.
◄ | 20. stoljeće | 21. stoljeće | 22. stoljeće | ►
◄ | 2030-ih | 2040-ih | 2050-ih | 2060-ih | 2070-ih | 2080-ih | 2090-ih | ►
◄◄ | ◄ | 2058. | 2059. | 2060. | 2061. | 2062. | 2063. | 2064. | ► | ►►
Astronomija

## Događaji
- 28. srpnja – Prolazak u perihelu Halleyjeva kometa.
- Očekuje se istjek vodoopskrbnog sporazuma Singapura i Malezije